# طاق صرافان
طاق صرافان یک بازار سنتی سرپوشیده در میانهٔ تاریخی بخارا در ازبکستان می‌باشد. این بازار ساخته‌شده در سدهٔ شانزدهم (۱۵۳۴–۱۵۳۵) در زمان فرمانروایی عبیدالله خان از دودمان شیبانیان ازبک است.
طاق صرافان یکی از چندین بازار سرپوشیدهٔ بخاراست. تا میانه‌های سدهٔ بیستم در جایگاه یک بازار معمولی بود که در آن نیازمندی‌ها و ابزار روزمرهٔ به فروش می‌رسید و یکی از اصلی‌ترین بازارهای سرپوشیدهٔ بخارا شمرده می‌شد.
بنای بازار سرپوشیده به سبک سنتی ایرانی ساخته شده‌است و هیچ ناهمسانی‌ای با بازارهای سنتی سرپوشیدهٔ همانند، در شهرهای باستانی ایران مانند تهران، اصفهان، شیراز، تبریز یا مشهد ندارد.
نام طاق صرافان از زبان مردم بخارا که فارسی است گرفته شده، زیرا در چند سدهٔ نخست پیدایش این بازار، شمار فراوانی صراف و بازرگان در آن کار می‌کردند. جابجایی ارز میان بازرگانانی از خانات خوارزم، خانات خوقند، امپراتوری ایران، افغانستان، امپراتوری روسیه، عربستان، عثمانی، امپراتوری چین و هند انجام می‌شد.
امروزه طاق صرافان یکی از جاذبه‌های گردشگری همه‌پسند است که در آن بیشترْ مغازه‌های سوغات و فروشگاه‌هایی وجود دارد که کالاهای کهن، کاردستی، ظرف، رخت، سکه، گوهر، تندیس، فرش، کتاب، ساز، نقاشی و… می‌فروشند.
بازار، در میانهٔ تاریخی بخارا، در خیابان‌های بهاءالدین نقشبندی و عربان، در کنار کانال شاهرود (اکنون بیشتر این کانال زیرزمینی است)، در صد متری جنوب باختری گِردایهٔ گردشگری لب حوض جای دارد.
در بخشی از ساختمان بازار، مسجد کوچکی به همین نام و همچنین گرمابهٔ صرافان جای دارد.
این سازه به همراه دیگر آثار معماری، باستان‌شناسی، دینی و فرهنگی بخارا در فهرست میراث جهانی یونسکو با نام «میانهٔ تاریخی بخارا» گنجانده شده‌است.